# Клод Шессон

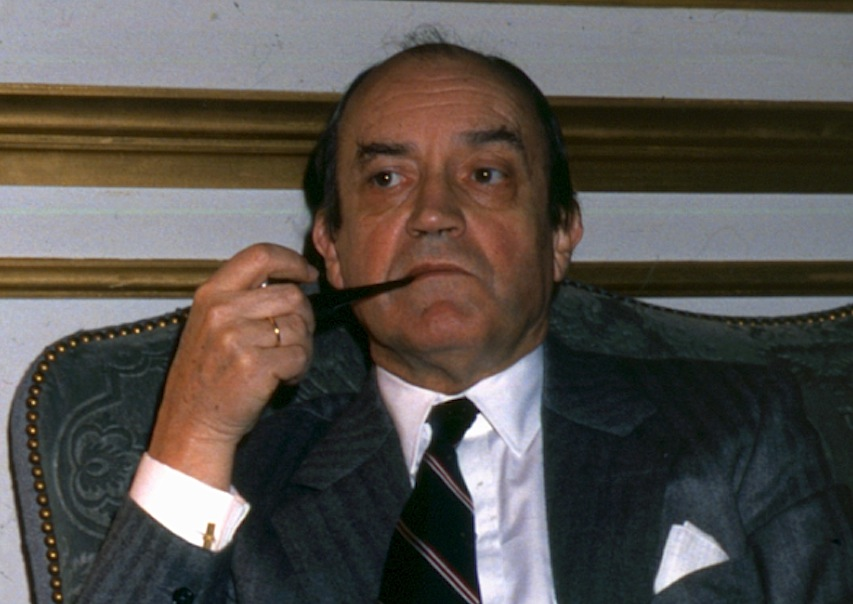
Клод Шессон, 1981

Клод Шессон (фр. Claude Cheysson), (13 квітня 1920, Париж, Франція — 15 жовтня 2012, Париж, Франція). Французький політичний діяч, соціаліст, який служив міністром закордонних справ в кабінеті П'єра Моруа з 22 травня 1981 по 7 грудня 1984.

## Біографія
Народився 13 квітня 1920 року в Парижі, Франція. У 1948 році поступив на службу до міністерства закордонних справ Франції. З 1949 року став главою служби зв'язку із західнонімецькою владою. Служив радником голови уряду Французького Індокитаю в 1952 році, керівником кабінету прем'єр-міністра П'єра Мендес-Франса з 1954 по 1955 і генеральним секретарем Комісії з технічної співпраці в Африці з 1957 по 1962.
Працював директором Organisme Saharien з 1962 по 1965 і послом в Індонезії з 1966 по 1969.
У 1973 році Клод Шессон був призначений європейським комісаром від Франції. Його перший пост, який він займав до 1977, відповідав за політику розвитку, співпрацю, бюджети, і фінансовий контроль. З 1977 по 1981 він отримав портфель комісара з розвитку.
У 1981 він залишив Комісію і став членом французького уряду до 1984. Він тоді приєднався до Комісії Жак Делор, де до 1989 року був відповідальним за середземноморську політику і за стосунки між північчю і півднем.